# 大塚健 (アニメーター)
大塚 健（おおつか けん、1970年5月22日 - ）は、日本の男性アニメーター、キャラクターデザイナー、メカニックデザイナー。埼玉県出身。
中村プロダクションを経て、2009年現在はフリーアニメーター集団「スタジオへらくれす」に所属。愛称でケンオーさんと呼ばれている。

## 参加作品

### テレビアニメ
1991年
- 太陽の勇者ファイバード（1991年 - 1992年、原画・動画）

1992年
- 伝説の勇者ダ・ガーン（1992年 - 1993年、原画）
- ママは小学4年生（原画）
- 元気爆発ガンバルガー（1992年 - 1993年、原画）
- 美少女戦士セーラームーン（1992年 - 1995年、原画）

1993年
- 勇者特急マイトガイン（1993年 - 1994年、原画）
- 機動戦士Vガンダム（1993年 - 1994年、原画）
- 熱血最強ゴウザウラー（1993年 - 1994年、原画）

1994年
- 機動武闘伝Gガンダム（1994年 - 1995年、メカ作画監督）
- 勇者警察ジェイデッカー（原画）
- レッドバロン（1994年 - 1995年、原画）

1995年
- 魔法騎士レイアース（原画）
- 獣戦士ガルキーバ（作画監督・原画）
- 鬼神童子ZENKI（原画）
- バーチャファイター（1995年 - 1996年、原画）

1996年
- 名探偵コナン（1996年 - 、原画）
- 爆走兄弟レッツ&ゴー!!（原画)
- るろうに剣心 -明治剣客浪漫譚-（1996年 - 1998年、原画）
- 機動戦艦ナデシコ（1996年 - 1997年、OP原画・原画）
- 超者ライディーン（1996年 - 1997年、原画)
- セイバーマリオネットJ（1996年 - 1997年、原画）

1997年
- MAZE☆爆熱時空（原画）
- VIRUS -VIRUS BUSTER SERGE-（原画）

1998年
- カウボーイビバップ（原画）
- ブレンパワード（原画）
- SHADOW SKILL -影技-（作画監督・原画）
- どっきりドクター（1998年 - 1999年、原画）
- ガサラキ（1998年 - 1999年、メカ作画監督・原画）

1999年
- メダロット（1999年 - 2000年、原画)
- 地球防衛企業ダイ・ガード（1999年 - 2000年、メカニックデザイン）

2000年
- アルジェントソーマ（2000年 - 2001年、メカ作画監督）
- ゾイド -ZOIDS-（作画監督、原画）
- サクラ大戦TV（原画）
- ゲートキーパーズ（原画）
- BRIGADOON まりんとメラン（原画）
- HAND MAID メイ（OP原画）
- 機巧奇傳ヒヲウ戦記（原画）
- 学校の怪談（2000年 - 2001年、OP原画）

2001年
- あぃまぃみぃ!ストロベリー・エッグ（OP原画）
- ゾイド新世紀スラッシュゼロ（原画）
- サイボーグ009 THE CYBORG SOLDIER（2001年 - 2002年、原画）
- RAVE（2001年 - 2002年、原画）
- デジモンテイマーズ（2001年 - 2002年、原画）
- シャーマンキング（2001年 - 2002年、絵コンテ・作画監督・OP原画）

2002年
- 機動戦士ガンダムSEED（原画）
- デジモンフロンティア（2002年 - 2003年、進化バンク）
- 東京ミュウミュウ（原画）
- キン肉マンII世（OP原画）
- ラーゼフォン（原画）
- 藍より青し（原画）
- 超重神グラヴィオン（2002年・2004年、絵コンテ・メカ作画監督・原画）
- 円盤皇女ワるきゅーレ（OP原画）

2003年
- 魔法遣いに大切なこと（OP原画）
- ソニックX（2003年 - 2004年、原画）
- 金色のガッシュベル!!（2003年 - 2006年、キャラクターデザイン・総作画監督・作画監督・原画）

2004年
- お伽草子（原画）
- 機動戦士ガンダムSEED DESTINY（原画）
- 絢爛舞踏祭 ザ・マーズ・デイブレイク（OP原画）
- KURAU Phantom Memory（原画）
- ゾイドフューザーズ（原画・OP絵コンテ・原画・ED原画）
- BLEACH（2004年 - 、原画）
- 蒼穹のファフナー Dead Aggressor（絵コンテ）
- 舞-HiME（2004年 - 2005年、メカ作画監督）

2005年
- ああっ女神さまっ（OP原画）
- ガン×ソード（原画）
- バジリスク 〜甲賀忍法帖〜（絵コンテ・原画）
- あかほり外道アワーらぶげ（原画）
- 舞-乙HiME（2005年 - 2006年、メカ作画監督）
- 甲虫王者ムシキング 森の民の伝説（2005年 - 2006年、原画）
- ガイキング LEGEND OF DAIKU-MARYU（2005年 - 2006年、メカニックデザイン・絵コンテ・作画監督・原画）
- アニマル横町（2005年 - 2006年、OP原画）
- ガン×ソード（メカ作画監督）
- 交響詩篇エウレカセブン（2005年 - 2006年、メカ作画監督）
- BLOOD+（2005年 - 2006年、原画）

2006年
- 祝!(ハピ☆ラキ)ビックリマン（絵コンテ・原画）
- ふたりはプリキュア Splash Star（2006年 - 2007年、絵コンテ・原画・OP原画）

2007年
- ヒロイック・エイジ（メカデザイン）
- Yes!プリキュア5（2007年 - 2008年、絵コンテ・原画）
- アイドルマスター XENOGLOSSIA（メカ作画監督）
- 天元突破グレンラガン（絵コンテ・原画）
- しおんの王（メカ監修）
- 機動戦士ガンダム00（2007年 - 2008年、絵コンテ・原画・メカ作画監督）

2008年
- Yes!プリキュア5GoGo!（2008年 - 2009年、絵コンテ）
- Mnemosyne-ムネモシュネの娘たち-（原画）
- 秘密 〜The Revelation〜（原画）
- 乃木坂春香の秘密（原画）
- キャシャーン Sins（原画）
- ねぎぼうずのあさたろう（2008年 - 2009年、絵コンテ）
- 機動戦士ガンダム00 セカンドシーズン（2008年 - 2009年、メカ作画監督）

2009年
- 宇宙をかける少女（メカ作画監督）
- 乃木坂春香の秘密 ぴゅあれっつぁ♪（OP原画）
- そらのおとしもの（OP原画）
- 鋼の錬金術師 FULLMETAL ALCHEMIST（2009年 - 2010年、原画）

2010年
- 遊☆戯☆王5D's（OP・ED原画）
- 黒執事II（原画）
- デジモンクロスウォーズ（2010年 - 2011年、BANK原画・OP原画・デジモン総作画監督補佐・原画）
- ハートキャッチプリキュア!（2010年 - 2011年、原画）
- 薄桜鬼 碧血録（OP原画）
- STAR DRIVER 輝きのタクト（メカ作画監督）
- 俺の妹がこんなに可愛いわけがない（劇中アニメ「ジャスティーン」メカデザイン）
- スーパーロボット大戦OG -ジ・インスペクター-（2010年 - 2011年、原画）

2011年
- 夢喰いメリー（原画・OP原画）
- X-MEN（絵コンテ・原画）
- デジモンクロスウォーズ 〜悪のデスジェネラルと七つの王国〜（BANK原画・OP原画・デジモン総作画監督補佐・原画）
- NO.6（原画）
- 機動戦士ガンダムAGE（チーフメカアニメーター・メカニック作画監督）
- 境界線上のホライゾン（メカ作画監督）
- トリコ（原画）

2012年
- スマイルプリキュア!（原画・OP原画）
- デジモンクロスウォーズ 〜時を駆ける少年ハンターたち〜（2011年-2012年、原画）
- アクセル・ワールド（OP原画）
- 聖闘士星矢Ω（絵コンテ・原画）
- 薄桜鬼 黎明録（OP原画）
- 境界線上のホライゾンII（作画監督）
- エウレカセブンAO（原画）

2013年
- 八犬伝―東方八犬異聞―（OP原画）
- デート・ア・ライブ（メカ総作画監督）
- DEVIL SURVIVOR 2 the ANIMATION（作画監督）
- キルラキル（絵コンテ）
- ガンダムビルドファイターズ（2013年 - 2014年、絵コンテ・原画・メカ作画監督）

2014年
- バディ・コンプレックス（メカ作画監督）
- キャプテン・アース（メカ作画監督・原画・OP原画）
- ガンダムビルドファイターズトライ（2014年 - 2015年、絵コンテ・原画・メカ作画監督）

2015年
- 蒼穹のファフナー EXODUS（絵コンテ）
- ドラゴンボール超（原画）
- コンクリート・レボルティオ〜超人幻想〜（メカニック作画監修・絵コンテ・メカ作画監督）
- 機動戦士ガンダム 鉄血のオルフェンズ（2015年 - 2018年、絵コンテ・メカニック作画監督）

2017年
- 僕のヒーローアカデミア（絵コンテ）
- ONE PIECE エピソードオブ東の海 〜ルフィと4人の仲間の大冒険!!〜（絵コンテ）

2018年
- SSSS.GRIDMAN（絵コンテ）
- ソードアート・オンライン アリシゼーション（2018年 - 2019年、絵コンテ）

2019年
- スター☆トゥインクルプリキュア（原画、OP原画）
- ソードアート・オンライン アリシゼーション War of Underworld（絵コンテ）

2020年
- ドラゴンクエスト ダイの大冒険 (2020)（2020年 - 2022年、原画・OP原画）

2021年
- SSSS.DYNAZENON（絵コンテ）
- マブラヴ オルタネイティヴ（2021年 - 2022年、絵コンテ）

2022年
- 東京ミュウミュウ にゅ〜♡（原画）

2024年
- 転生したらスライムだった件（絵コンテ）
- ドラゴンボールDAIMA（OP原画、原画）

### 劇場アニメ
- 名探偵コナン 時計じかけの摩天楼（1997年、原画）
- 名探偵コナン 14番目の標的（1998年、原画）
- デジモンアドベンチャー02 前編・デジモンハリケーン上陸!!／後編・超絶進化!!黄金のデジメンタル（2000年、原画）
- ONE PIECE ねじまき島の冒険（2001年、原画）
- カウボーイビバップ 天国の扉（2001年、原画）
- デジモンテイマーズ 冒険者たちの戦い（2001年、原画）
- 名探偵コナン ベイカー街の亡霊（2002年、原画）
- ONE PIECE 珍獣島のチョッパー王国（2002年、原画）
- キン肉マンII世 マッスル人参争奪！超人大戦争（2002年、キャラクターデザイン・作画監督）
- ラーゼフォン 多元変奏曲（2003年、原画）
- 聖闘士星矢 天界編 序奏〜overture〜（2004年、原画）
- 劇場版 金色のガッシュベル!! 101番目の魔物（2004年、キャラクターデザイン・総作画監督）
- 犬夜叉 紅蓮の蓬莱島（2004年、原画）
- テニスの王子様 -二人のサムライThe First Game-（2005年、原画）
- ONE PIECE THE MOVIE オマツリ男爵と秘密の島（2005年、原画）
- 劇場版 鋼の錬金術師 シャンバラを征く者（2005年、原画）
- ONE PIECE エピソードオブアラバスタ 砂漠の王女と海賊たち（2007年、絵コンテ・原画）
- ヱヴァンゲリヲン新劇場版:序（2007年、原画）
- 空の境界（2008年、原画）
- 劇場版 ゲゲゲの鬼太郎 日本爆裂!!（2008年、原画）
- サマーウォーズ（2009年、原画）
- 劇場版 NARUTO -ナルト- 疾風伝 火の意志を継ぐ者（2009年、原画）
- ONE PIECE FILM STRONG WORLD（2009年、原画）
- 劇場版 Fate/stay night UNLIMITED BLADE WORKS（2010年、原画）
- 劇場版 機動戦士ガンダム00 -A wakening of the Trailblazer-（2010年、メカニック作画監督・原画）
- 蒼穹のファフナー HEAVEN AND EARTH（2010年、原画）
- 映画 プリキュアオールスターズDX3 未来にとどけ! 世界をつなぐ☆虹色の花（2011年、原画）
- スタードライバー THE MOVIE（2013年、原画）
- ドラゴンボールZ 復活の「F」（2015年、原画）
- 劇場版 ソードアート・オンライン -オーディナル・スケール-（2017年、原画）
- 交響詩篇エウレカセブン ハイエボリューション1 （2017年、メインアニメーター）
- 映画 プリキュアスーパースターズ!（2018年、原画）
- ANEMONE/交響詩篇エウレカセブン ハイエボリューション （2018年、メインアニメーター）
- ドラゴンボール超 ブロリー（2018年、原画）
- 映画おしりたんてい カレーなる じけん（2019年、原画）
- 魔女見習いをさがして（2020年、原画）
- EUREKA/交響詩篇エウレカセブン ハイエボリューション （2021年、メインアニメーター・原画）
- 劇場版 転生したらスライムだった件 紅蓮の絆編（2022年、絵コンテ）[2]
- 蒼穹のファフナー BEHIND THE LINE（2023年、絵コンテ）[3]
- グリッドマン ユニバース（2023年、原画）[4]
- 鬼太郎誕生 ゲゲゲの謎 （2023年、原画）
- 風都探偵 仮面ライダースカルの肖像（2024年、絵コンテ）

### OVA
- 鴉天狗カブト（1992年、原画）
- ドラゴンスレイヤー英雄伝説#（1992年、原画）
- ワイルド7（1994年、原画）
- 機動戦士ガンダム 第08MS小隊（1996年 - 1999年、原画）
- 闘神伝（1996年、原画）
- B'T-X NEO（1997年、作画監督）
- アイドルプロジェクト（1997年、原画）
- レイアース（1997年、作画監督補佐・原画）
- 真ゲッターロボ 世界最後の日（1998年、原画）
- 夜勤病棟（2000年、原画）
- 勇者王ガオガイガーFINAL（2000年 - 2003年、メカ作画監督）
- エイリアン9（2001年、原画）
- ぷにぷに☆ぽえみぃ（2001年、メカ作画監督）
- はじめの一歩 間柴vs木村 死刑執行（2003年、原画）
- テイルズ オブ ファンタジア THE ANIMATION（2004年、原画）
- 鴉 -KARAS-（2005年 - 2007年、原画）
- きグルみっく☆V3 -ベストエピソードコレクション-（2009年、原画）
- 模型戦士ガンプラビルダーズ ビギニングG（2010年、原画）

### Webアニメ
- 風都探偵(2022年、絵コンテ・原画）
- 転生したらスライムだった件 コリウスの夢（2023年、絵コンテ）
- トランスフォーマー 40周年記念　スペシャルムービー（2024年、原画）

### ゲーム
- 新世紀エヴァンゲリオン 2nd Impression（1997年、作画監督）
- バックガイナー（1998年、メカニック作監（イベントアニメーション））
- マブラヴ UNLIMITED（2003年、原画) [5]
- テイルズ オブ リバース（2004年、オープニング原画、アニメパート原画）
- テイルズ オブ イノセンス（2007年、オープニング原画）